# Альтернативный синод
Альтернативный синод Болгарской православной церкви (болг. Алтернативен синод на Българската православна църква) — неканоническая православная юрисдикция болгарской традиции, возникшая в 1992 году в результате раскола в Болгарской православной церкви и фактически прекратившая своё существование в 2012 году.

## История
В конце 1980-х годов в Болгарии на волне западных веяний стали появляться призывы порвать с прошлым и радикально демократизировать жизнь в стране. В 1989 году иеромонах Болгарской церкви Христофор (Сыбев) публично заявил о необходимости создания «нового демократического Синода» и для достижения этой цели основал Комитет защиты религиозных прав, который, несмотря на протест священноначалия Болгарской церкви, в конце 1989 года получил государственную регистрацию. В следующем 1990 году была опубликована статья священника и профессора канонического права Радко Поптодорова, содержавшая обвинения Синода в сотрудничестве с коммунистической властью и критику выборов патриарха Болгарского Максима в 1971 году.
В 1991 году к власти в Болгарии пришла прозападная партия «Союз демократических сил» (СДС). В прессе начали упорно муссироваться слухи, что патриарх Максим — агент КГБ Болгарии, поставлен на патриарший престол коммунистической властью и, следовательно, управлять Церковью не может.
Иеромонах Христофор (Сыбев), ставший к тому времени депутатом СДС, создал и возглавил парламентскую комиссию по делам вероисповеданий, на которой в 1992 году был поднят вопрос о законности выборов патриарха Максима. Вопрос был затем рассмотрен и поддержан дирекцией по вероисповеданию при Совете министров. В результате их совместной деятельности, вопреки тому, что Церковь была отделена от государства, на имя Священного синода вскоре поступило специальное постановление дирекции, в котором Патриаршие выборы 1971 года были названы незаконными, а патриарх Максим — нелегитимным и низложенным, что, естественно, не было признано самим патриархом Максимом, большинством епископата, клира и мирян.
18 мая 1992 года шесть оппозиционных митрополитов: Неврокопский Пимен (Энев), Великотырновский Стефан (Стайков), Старозагорский Панкратий (Дончев), Доростольский и Червенский Софроний (Стойчев), Врачанский Каллиник (Александров) и Сливенский Иоанникий (Неделчев) (вскоре возвратился к Синоду патриарха Максима) образовали собственный «альтернативный» Синод. Также их поддержали пять титулярных епископов Антоний (Костов), Нестор (Крыстев), Наум (Шотлев), Иларион (Цонев) и Галактион (Табаков). Также им сочувствовал епископ Браницкий Герасим (Боев), но не присоединился к новообразованому синоду. Уже через неделю, 25 мая 1992 года, управление по делам религий Болгарии признало незаконным состав Священного Синода под руководством патриарха Максима и признало Альтернативный Синод.
Ушедшие в раскол иерархи, от которых ушли митрополиты Иоанникий (Неделчев) и Софроний (Стойчев) и епископы Иларион, Нестор и Наум, избрали старшего по хиротонии митрополита из своей среды — Неврокопского Пимена (Энева), председателем Альтернативного синода и приступили к рукоположению ряда епископов с целью укрепления своих рядов.
1 июня 1992 года епископ Христофор (Сыбев) (его хиротонисали уже члены альтернативного синода) с группой верующих, занял помещение Священного Синода в Софии и безуспешно пытался захватить здание Софийской митрополии. Обращения Священного Синода к прокуратуре Софии с просьбой вернуть здание Священному Синоду не были услышаны.
Несмотря на то, что абсолютное большинство священнослужителей не присоединилось расколу, канонические иерархи официально не признавались государством, а почти всё имущество церкви, кроме большинства храмов, было передано в распоряжение раскольникам.
6 октября 1995 года Альтернативный синод вошёл в общение с юрисдикцией, возглавляемой Антонио (де Россо), поставленного греками-старостильниками, а его церковь стала «Автономной епархией».
4 июля 1996 года митрополит Пимен был возведён в сан патриарха. Однако Пимен был уже стар, чтобы полноценно руководить синодом, и считается, что истинными руководителями и идеологами были митрополиты Панкратий (Дончев) и Калиник (Александров).
Было объявлено о канонизации иеродиакона Игнатия (революционера Васила Левского).
После проигрыша Союза демократических сил на парламентских, а затем и на президентских выборах поддержка «альтернативщиков» со стороны властей сократилась. Соответственно падало и влияние Альтернативного синода. Многие ушедшие в раскол клирики и даже епископы приносили покаяние.
С 30 сентября по 1 октября 1998 года в соборе Александра Невского состоялся Всеправославный собор с участием предстоятелей и представителей всех автокефальных и автономных православных церквей, который подтвердил каноничность избрания патриарха Максима. Собор принял раскаяние митрополита Калиника, который был восстановлен на Врачанской кафедре и «патриарха» Пимена, который был принят как бывший митрополит Неврокопский. В порядке икономии признавались совершённые таинства, в том числе епископские хиротонии. Вслед за епископами вернулась большая часть клира и верующих.
Но уже 20 апреля 1999 года часть иерархов вновь отделилась и избрала нового лидера — митрополита Софийского Иннокентия (Петрова).
В 2001 году ими был организован церковный суд под председательством митрополита Пловдивского Бориса (Богоева), который объявил решение Церковно-народного собора от 1 апреля 1971 года, избравшего на патриарший престол митрополита Максима (Минкова) «незаконным и недействительным».
В июле 2004 году усилиями премьер-министра Симеона Сакскобургготского по позициям раскольников был нанесён новый удар: по решению суда полиция выдворила их почти из всех храмов, которых насчитывалось на тот момент приблизительно 250. В 2005 году из 50-60 священников покаялись и вернулись в Болгарскую православную церковь 40-45, вернулись и двое епископов, нескольких клириков создали самостоятельные юрисдикции.
Оставшиеся в «альтернативном» расколе подали иск в ЕСПЧ осенью 2008 года и выиграли дело, но никаких значительных изменений это не повлекло.
В январе — феврале 2005 года Иннокентий из-за связанного с его именем скандала был формально освобождён от должности наместника-председателя Альтернативного синода. Его место занял 90-летний митрополит Пловдивский Борис (Богоев). Но после смерти последнего, последовавшей 22 марта 2006 года, «Синод» вновь возглавил Иннокентий (Петров).
На начало 2009 года Альтернативный синод контролировал 12 приходов, объединённых в три епархии. В том же году митрополит Русенский Неофит (Димитров) отметил, что Церковь готова простить и принять в своё лоно раскольников в сущем сане, если они покаются, и при условии, что они не совершили тяжких канонических и юридических нарушений. Синод поручил вести переговоры с Иннокентием митрополиту Старозагорскому Галактиону (Табакову), который был в прошлом его духовным отцом.
В феврале 2010 от Альтернативного синода отделился епископ Гервасий (Патыров), образовавший ещё один «альтернативный» Синод. В том же году было разорвано общение с Православной церковью Италии.
29 марта 2011 года в автокатастрофе погиб священник Камен Бараков, один из лидеров Альтернативного синода, во многом благодаря которому Альтернативный синод победил в Страсбургском суде.
В ноябре 2012 года Иннокентий (Петров) направил в адрес канонического Синода Болгарской православной церкви письмо с намерением покаяться и перейти в каноническую церковь, подписавшись титулом «епископ Крупнишский», который был ему дан в 1998 году в момент планируемого примирения. Вместе с ним о воссоединении объявили не менее 15 священников. 11 декабря 2012 года епископ Иннокентий (Петров) был принят в Болгарскую церковь в сане епископа. Но было несколько  епископов альтернативного синода, которые остались в стороне. Отколовшиеся епископы вернулись не сразу, но к 2015 году все они воссоединились с Болгарским патриархатом.

## Предстоятели
- Пимен (Энев), митрополит Неврокопский, председатель Синода (18 мая 1992 — 4 июля 1996), патриарх (4 июля 1996 — 1 октября 1998)
- Иннокентий (Петров), митрополит Софийский, патриарший местоблюститель (20 апреля 1999 — начало 2005)
- Борис (Богоев), митрополит Пловдивский, председатель Синода (начало 2005 — 22 марта 2006)
- Иннокентий (Петров), митрополит Софийский (22 марта 2006 — ноябрь 2012)

## Епископат
- Пимен (Энев), митрополит Неврокопский (18 мая 1992 — 4 июля 1996), патриарх (4 июля 1996 — 1 октября 1998), принёс покаяние
- Софроний (Стойчев), митрополит Доростольский и Червенский (18 мая 1992 — июль 1992) принёс покаяние
- Стефан (Стайков), митрополит Великотырновский (18 мая 1992 — май 1995) принёс покаяние
- Панкратий (Дончев), митрополит Старозагорский (18 мая 1992 — 12 декабря 1995) принёс покаяние
- Каллиник (Александров), митрополит Врачанский (18 мая 1992 — 1 октября 1998) принёс покаяние
- Антоний (Костов), епископ Проватский (18 мая 1992 — 2 августа 1995) принёс покаяние[12]
- Галактион (Табаков), епископ Величский (18 мая 1992 — 12 декабря 1995) принёс покаяние
- Христофор (Сыбев)[болг.], епископ Макариопольский (26 мая 1992 — июнь 1993) перешёл в другую неканоническую юрисдикцию
- Борис (Богоев), епископ Тивериопольский (26 июля 1992 — 1992), митрополит Пловдивский (1992 — 1 октября 1998, 20 апреля 1999 — 22 марта 2006), принёс покаяние, но в 1999 вновь вернулся, скончался[13]
- Гавриил (Галев), епископ Стобийский (27 августа 1992 — 1 октября 1998, 20 апреля 1999 — 26 июня 1999), принёс покаяние и назначен епископом Константийским, но в 1999 вновь вернулся, позднее митрополит Неврокопский (26 июня 1999 — 17 января 2008), умер[14]
- Авенир (Арнаудов), епископ Главиницкий (14 сентября 1992 — 1993), митрополит Венский и Европейский (1993 — 1 октября 1998) принёс покаяние
- Геннадий (Вылчев), епископ Знепольский (10 октября 1992 — 1995), митрополит Доростольский и Червенский (1995 — 1 октября 1998) принёс покаяние
- Павел (Петров), епископ Тивериопольский (20 декабря 1992 — 1 октября 1998) принёс покаяние
- Евлогий, епископ Адрианопольский (10 февраля 1993 — 1 октября 1998) принёс покаяние и назначен епископом Станимашским, но 1999 вновь вернулся, епископ Адрианопольский (20 апреля 1999 — 20 ноября 2009), управляющий Пловдивской епархией (22 марта 2006 — 20 ноября 2009) скончался[15][16]
- Амвросий (Парашкевов), митрополит Видинский (3 апреля 1994 — 1 октября 1998) принёс покаяние
- Иннокентий (Петров), епископ Маркианопольский (19 мая 1994—1994), митрополит Софийский (1994 — 1 октября 1998, 20 апреля 1999 — ноябрь 2012), епископ Крупнишский (ноябрь — 11 декабрь 2012) принёс покаяние и назначен епископом, но в 1999 вернулся. В 2012 вновь принёс покаяние
- Никон (Лалков), епископ Мельнишский (31 августа 1994 — 1 октября 1998) принёс покаяние
- Антоний (Де Россо), митрополит (до 1 июля 1997 епископ) Равеннский и Итальянский (6 октября 1995 — 20 февраля 2009), умер
- Феодосий (Купичков), епископ Браницкий (19 февраля 1997 — 1 октября 1998) принёс покаяние
- Константин (Петров), епископ Знепольский (27 августа 1997 — 1 октября 1998) принёс покаяние
- Иаков (Тасев), епископ Брегальницкий (19 октября 1997 — 1 октября 1998) принёс покаяние
- Даниил (Стойков), епископ Стобийский (28 сентября 1999—2004), управляющий Пловдивской епархией (1999—2001), управляющий Бургаско-Дебелтской епархией (2001—2004) отделился, создав свою юрисдикцию[7]
- Гервасий (Патыров), епископ Браницкий, управляющий Неврокопской епархией (1999 — апрель 2002 и октябрь 2003 — 12 июля 2009), митрополит Неврокопский (12 июля 2009 — февраль 2010), отделился, создав свою юрисдикцию
- Климент (Буренков), епископ Купнишкий, временно управляющий Западноевропейской епархии (8 сентября 2000 — 2012)
- Кирилл [уточнить], епископ Константийский (28 декабря 2000 — 2012)
- Иоанн (Ранков), епископ Проватский, ранее Траянопольский (8 сентября 2002 — 24 мая 2010) вышел из Синода, изъявил желание принести покаяние[17][18][19]
- Лоренцо (Казати), епископ Палермский (2004—2005), оставил синод
- Василий (Грилло Мичели), архиепископ Флоренции и Тосканы (11 мая 2008 — 16 марта 2009), митрополит Равенны, Аквилеи и Италии (16 марта 2009 - март 2010), исключён из состава синода
- Виссарион (Добрев), епископ Агатопольский (28 февраля 2010 — 15 сентября 2013)[20][21] перешёл в другую неканоническую юрисдикцию